# 16. marinska pehotna divizija (Wehrmacht)
Za druge 16. divizije glejte 16. divizija.
16. marinska pehotna divizija (izvirno nemško 16. Marine-Infanterie-Division) je bila fantomska marinska divizija v sestavi Kriegsmarine (Wehrmacht) med drugo svetovno vojno.
Divizija je bila ustanovljena le na papirju, saj so iste enote, ki naj bi sestavljale to divizijo, sestavljale še dve drugi fantomski diviziji - 219. in 703. pehotna divizija.

## Organizacija
Uradna
- 161. marinski pehotni polk
- 162. marinski pehotni polk
- 163. marinski pehotni polk

Dejanska
- 4. Schiffs-Stamm-Regiment

## Poveljstvo
Poveljnik
- Kapitan Carl Hollweg (marec - 8. maj 1945)